# Team Fortress 2: Brotherhood of Arms
Team Fortress 2: Brotherhood of Arms (Team Fortress 2: Hermandad de Armas) es la cancelada secuela del videojuego Team Fortress Classic y original versión de Team Fortress 2 desarrollada para debutar en 1999. Su principal característica que lo destacó fue su mejora gráfica con una apariencia de mayor realismo, más cercano a los de Half-Life que a los del mod original para Quake. Originalmente pensado como un mod multijugador para Half-Life, el proyecto trascendió y se decidió hacerlo un juego independiente, pero su desarrollo mermó y con el tiempo cambió de dirección. Una de las posibles razones por las que no se publicó en aquel tiempo pudo haber sido Counter Strike, un mod que Valve compró y desarrolló casi al mismo tiempo, y que tenía un aspecto similar.

## Jugabilidad
Como su predecesor, su formato de juego se basaba en el Multijugador, muy populares en aquellos tiempos gracias a la conexión LAN. Los diferentes tipos de personajes se basaban en los puestos de un escuadrón militar, permitiendo e incentivando un mayor trabajo en equipo por posiciones, donde los sus papeles y sus acciones estaban delimitadas, como el Médico, quién solamente podría curar y revivir pero no pelear.
Diferentes modos de juego incluían Capturar la Bandera, Deathmatch, etc.

## Mapas
Al igual que en las clases, los mapas se basaban en escenarios realistas, como ubicaciones italianas , Medio Oriente o zonas desérticas.

## Clases
Algunas clases eran nuevas, mientras otras eran modificaciones de las ya existente en el primer TF.
- Marine
- Machine Gunner
- Sniper
- Commando
- Flame-thrower
- Officer
- Field Medic
- Engineer
- Spy
- Instructor
- Commander

## Armas
Al igual que las clases y la jugabilidad, el arsenal de armas fue tomado de la realidad. Como por ejemplo los rifles automáticos M16A2. M16A2 y los FAMAS. 
- Rifle Automático
- Uzi
- M249
- Rifle Francotirador
- Lanza-Granada
- Granada de Humo
- Granada Araña
- SMAW
- Machine Gun
- Sentry

## Publicidad
Para publicitar el nuevo juego, se difundió un póster como parte del catálogo de nuevos juegos de Sierra Online, la compañía que era distribuidora de Valve. A su vez también se liberaron unos videos que sirven como tráileres y muestran la jugabilidad en la que se basaba TF2: BOA.

## Team Fortress 2
En el año 2007, y tras 9 años desarrollándolo, una nueva versión totalmente diferente fue publicada por Valve en su sitio Steam. No solo su aspecto, más caricaturesco, sino su jugabilidad, y por supuesto, su tecnología habían cambiado en todos esos años, pero eso no redujo el entusiasmo de los fanes por el lanzamiento del nuevo Team Fortress 2, que además se añadió a otro lanzamiento de Valve, la Orange Box, un paquete con todos los juegos lanzados por Valve hasta esa fecha, incluyendo este último.